# 弗雷克斯山
弗雷克斯山（英語：Mount Frakes）是南極洲的火山，位於瑪麗伯德地，屬於克拉里山脈的一部分，海拔高度3,675米，是該山脈的最高點，該山峰以美國地質學家命名。

## 外部連結

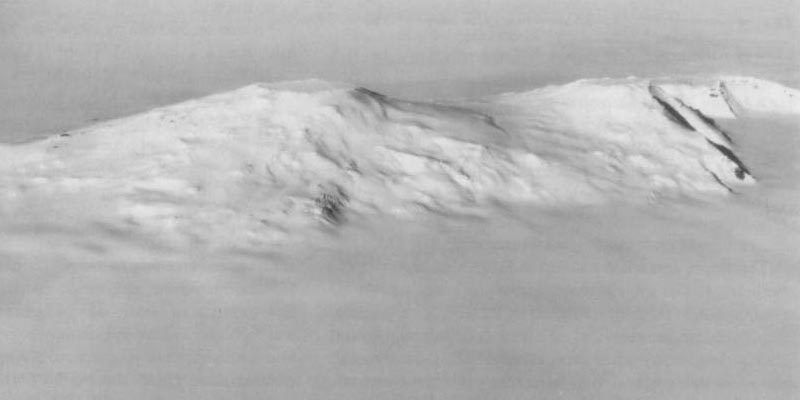

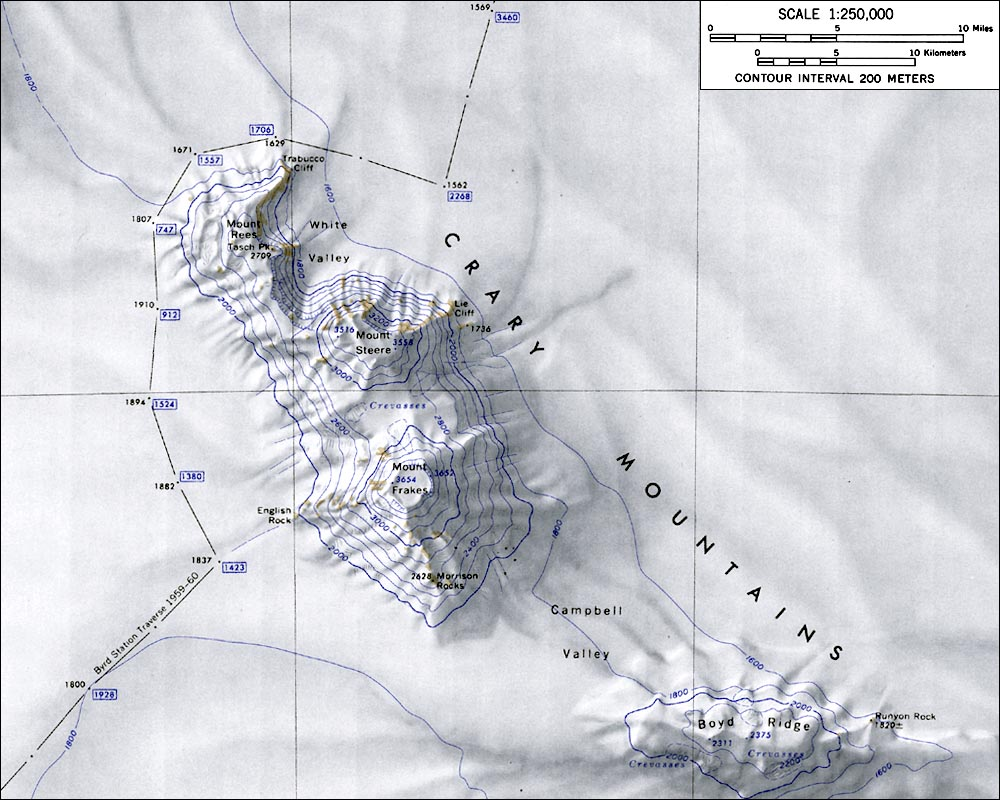

- "Mount Frakes, Antarctica" on Peakbagger （页面存档备份，存于）